# Nayuha Toyoda
Nayuha Toyoda (豊田 奈夕葉, Toyoda Nayuha), née le 15 septembre 1986, est une ancienne footballeuse internationale japonaise qui a évolué au poste de milieu de terrain au NTV Beleza. Elle enregistre 22 sélections avec l'équipe du Japon de 2004 à 2010. Elle prend officiellement sa retraite sportive en janvier 2014.

## Biographie

### Carrière en club
Nayuha Toyoda joue pour le club tokyoïte du NTV Beleza de 2003 à 2011.
Elle annonce sa retraite sportive en juin 2011, mais reprend finalement la compétition avec le Speranza Takatsuki. Elle prend définitivement sa retraite en janvier 2014.

### Carrière en sélection
Nayuha Toyoda joue son premier match avec l'équipe du Japon le 18 décembre 2004 contre Taipei à l'occasion de la Kirin Challenge Cup au Nishigaoka Soccer Stadium de Tokyo. 
Elle participe à la Coupe du Monde 2007 organisée en Chine. Elle compte 22 sélections avec l'équipe du Japon.